# Талгарская ГЭС
Талгарская ГЭС — малая гидроэлектростанция в Алматинской области Казахстана. Расположена на реке Талгар.

## История
Введена в эксплуатацию в 1960 году. В 1992 году водозаборные сооружения были разрушены селем, станция перешла на работу по временной схеме. В 2014 году часть трассы деривационного канала была разрушена в результате схода селя, станция остановлена. В декабре 2018 года вновь введена в эксплуатацию после реконструкции.

## Современное состояние
По данным на 2025 год, ГЭС в эксплуатации.
Существует проект по реконструкции ГЭС с увеличением её мощности до 6 МВт.